# Flughafen Hermosillo

i8
i11
i13
Der Flughafen Hermosillo (spanisch Aeropuerto Internacional de Hermosillo, IATA-Code: HMO, ICAO-Code: MMHO) ist ein internationaler Flughafen bei der Stadt Hermosillo, der Hauptstadt des Bundesstaates Sonora im Nordwesten Mexikos. Der Flughafen dient auch als Luftwaffenbasis.

## Lage
Der Flughafen Hermosillo liegt etwa 1700 km (Luftlinie) nordwestlich von Mexiko-Stadt in einer Höhe von ca. 191 m.

## Flugverbindungen
Es werden überwiegend Flüge von und nach Mexiko-Stadt, Tijuana und andere mexikanische Großstädte abgewickelt. Aber es finden auch Flüge zu einigen US-amerikanischen Zielen statt.

## Passagierzahlen
Im Jahr 2019 wurden erstmals mehr als 1,8 Millionen Passagiere gezählt. Danach erfolgte ein vorübergehender deutlicher Rückgang infolge der COVID-19-Pandemie.